# 莊清吉
莊清吉（1863年—1914年），山东省临沂市费县方城镇诸满村人，清朝政治人物、進士出身。
光緒十七年中舉；光緒二十四年，登進士，同年五月，改翰林院庶吉士。光緒二十九年四月，散館，著以知县即用，任河北柏鄉縣知縣。光緒三十一年，因誣陷與義和拳有牽連而被撤職。